# Helianthemum neopiliferum
Helianthemum neopiliferum är en solvändeväxtart som beskrevs av F. Muñoz Garmendia och C. Navarro. Helianthemum neopiliferum ingår i släktet solvändor, och familjen solvändeväxter. Inga underarter finns listade i Catalogue of Life.